# Silvia Blumenfeld
Silvia N. Blumenfeld (1949) és una experta mundial en micologia. De 1986 fins a 2004, va ser professora de Micologia i Biotecnologia de fongs filamentosos a la Universitat Nacional del Comahue, en Rio Negro, Argentina. L'any 2002, es va traslladar a Israel, on es va establir, convertint-se en celadora de les col·leccions de fongs de la Universitat de Tel-Aviv, i especialitzant-se en bolets medicinals. Ha escrit més de 50 articles, llibres, i patents al seu nom, havent rebut honors acadèmics. A 1995 va ser guardonada amb el Premi Nacional 'José Antonio Balseiro' per la seva obra.
S'especialitza en micologia, fitopatologia i patogènia de forestals. També és experta en biotecnologia de fongs, fongs descomponedors de fusta, i en col·leccions de cultius de bolets. Va dirigir projectes de selecció genètica i millora de soques de fongs comestibles i medicinals. Blumenfeld va treballar vint anys en la formulació de inoculants i en la seva producció industrial.
- Professora de Fitopatologia, Universitat Nacional del Comahue, Facultat d'Agronomia, Cinc Salts, Riu Negre, Argentina. De 1986 a 2004.
- Professora de Biotecnologia de fongs filamentosos, a la Universitat Nacional del Comahue. De 1995 a 2004.
- Membre de la "Carrera d'Investigador Científic i Tecnològic" del Consell Nacional de Recerques Científiques i Tècniques de l'Argentina (CONICET), de 1985 a 2002.
- Va ser investigadora en el Hagolan Research Institute, al 2003.
- Va ser curadora a la Universitat de Tel-Aviv, de les col·leccions de fongs, des de 2006 a 2010
- Professora convidada a importants i nombroses Universitats i Instituts, de Canadà, Espanya, França, EE. UU., Mèxic, Veneçuela, Cuba, Brasil, Uruguai.
- En 2010, va desenvolupar l'empresa Mycolo: una companyia especialitzada en el cultiu i processament de bolets medicinals a extractes medicinals[3]